# Rocky Mount (Caroline du Nord)
Pour les articles homonymes, voir Rocky Mount.
La ville de Rocky Mount est une ville américaine située dans les comtés de Nash et d'Edgecombe en Caroline du Nord, aux États-Unis.
La ville a été établie en 1816.
La population est de 58 968 habitants en 2014.
Le pianiste de jazz Thelonious Monk y est né en 1917.

## Démographie
| Groupe            | Rocky Mount | Caroline du Nord | États-Unis |
| ----------------- | ----------- | ---------------- | ---------- |
| Afro-Américains   | 61,3        | 21,5             | 12,6       |
| Blancs            | 33,5        | 68,5             | 72,4       |
| Autres            | 2,1         | 4,4              | 6,4        |
| Métis             | 1,6         | 2,2              | 2,9        |
| Asiatiques        | 1,0         | 2,2              | 4,8        |
| Amérindiens       | 0,6         | 1,3              | 0,9        |
| Total             | 100         | 100              | 100        |
|                   |             |                  |            |
| Latino-Américains | 3,7         | 8,4              | 16,7       |

Selon l'American Community Survey, pour la période 2011-2015, 95,61 % de la population âgée de plus de 5 ans déclare parler anglais à la maison alors que 2,82 % déclare parler l'espagnol et 1,57 % une autre langue.
| 1870 | 1880 | 1890 | 1900  | 1910  | 1920   |
| ---- | ---- | ---- | ----- | ----- | ------ |
| 357  | 552  | 816  | 2 937 | 8 051 | 12 742 |

| 1930   | 1940   | 1950   | 1960   | 1970   | 1980   |
| ------ | ------ | ------ | ------ | ------ | ------ |
| 21 412 | 25 568 | 27 697 | 32 147 | 34 284 | 41 283 |

| 1990   | 2000   | 2010   | - | - | - |
| ------ | ------ | ------ | - | - | - |
| 48 997 | 55 893 | 57 477 | - | - | - |

## Économie
Une usine de médicament Pfizer est implanté dans la ville.